# Parc Natural de Somiedo
Amb 39.164 hectàrees, el Parc Natural de Somiedo es troba a l'àrea central de la Serralada Cantàbrica. Correspon geogràficament al municipi de Somiedo que queda completament a l'interior del parc i als municipis de Belmonte i Teberga, a Astúries.
Té les següents figures de protecció:
- Parc natural declarat el 1988
- Lloc d'importància comunitària de Somiedo
- Zona d'especial protecció per les aus de Somiedo
- Declarat Reserva de la Biosfera de Somiedo per la Unesco l'any 2000

## Flora
A l'interior d'aquesta gran reserva natural hi podem distingir tres tipus de vegetació:
Els boscos ocupen gairebé la quarta part de l'extensió del parc. Degut a l'existència dintre la reserva de totes les altituds que es donen a Astúries, tenim mostres de tots els tipus de boscos asturians. Hi ha abundància de faigs, amb zones de gran importància a Saliencia i Valle, roures, freixes, aurons i til·lers. En altres zones hi abunda el grèvol, el teix, el bedoll, l'alzina carrasca, el galer i el castanyer.
El parc també compta amb amples zones de pastura, la superfície de les quals ocupa una cinquena part del total del territori de la reserva. En els prats de muntanya es pot destacar el narcís de trompeta i asturià.
Els matollars són la tercera varietat vegetal del parc, són freqüents l'argelaga negra i el bruc.En altres parts del parc són habituals la bruguerola, brecina i nabius.
Vegetació subalpina En aquesta zona de difícil desenvolupament degut a les inclemències metereològiques hi creixen matolls com el ginebre, la boixerola, els nabius i la genciana.
Medis aquàtics i hidròfilsLa fisonomia glaciar ha donat lloc a llacs, llacunes i turberes. Dins de les turberes podem trobar la dròsera, la cinta d'aigua i la cua de cavall.

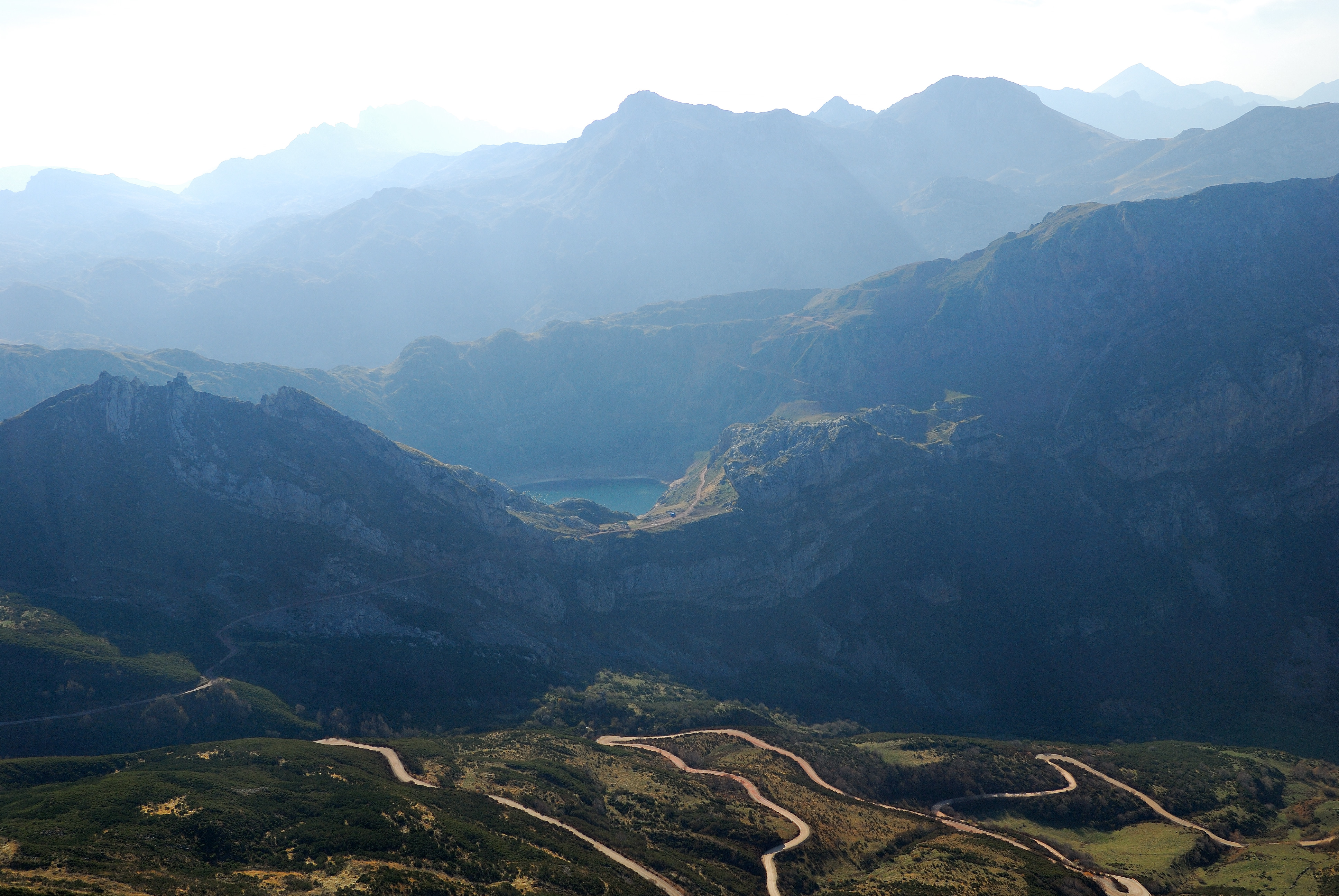
Un dels llacs de Somiedo i part del territori del parc natural.

## Fauna
L'escassa densitat de població de la zona i el terreny abrupte ofereix als animals abundants zones de refugi.
L'os bru (Ursus arctos subesp. cantabricus), segons els últims estudis en el parc hi viu el 40%-50% de la població total, el llop, el porc senglar, el cérvol, l'isard, el cabirol, la llebre de piornal, l'almesquera ibèrica, la llúdria, la guineu, la marta, la geneta, el gat salvatge, la fagina i el teixó.

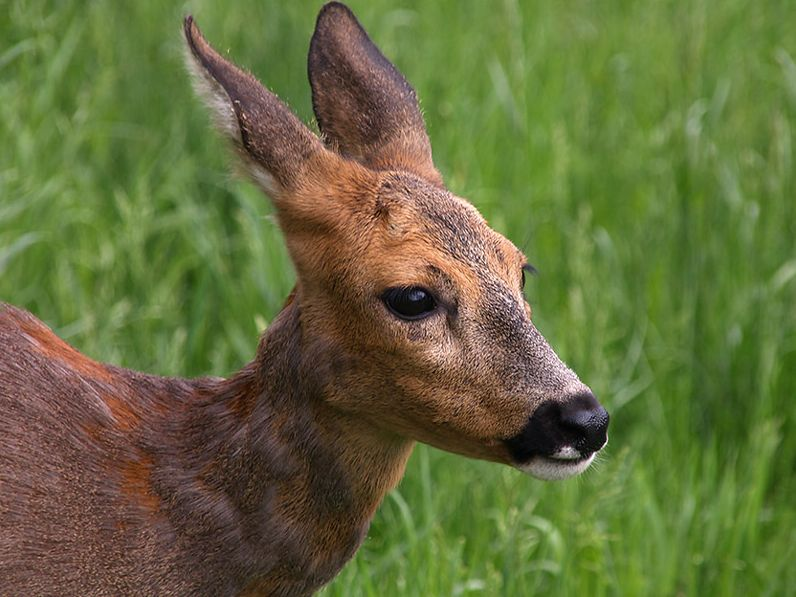
Cabirol
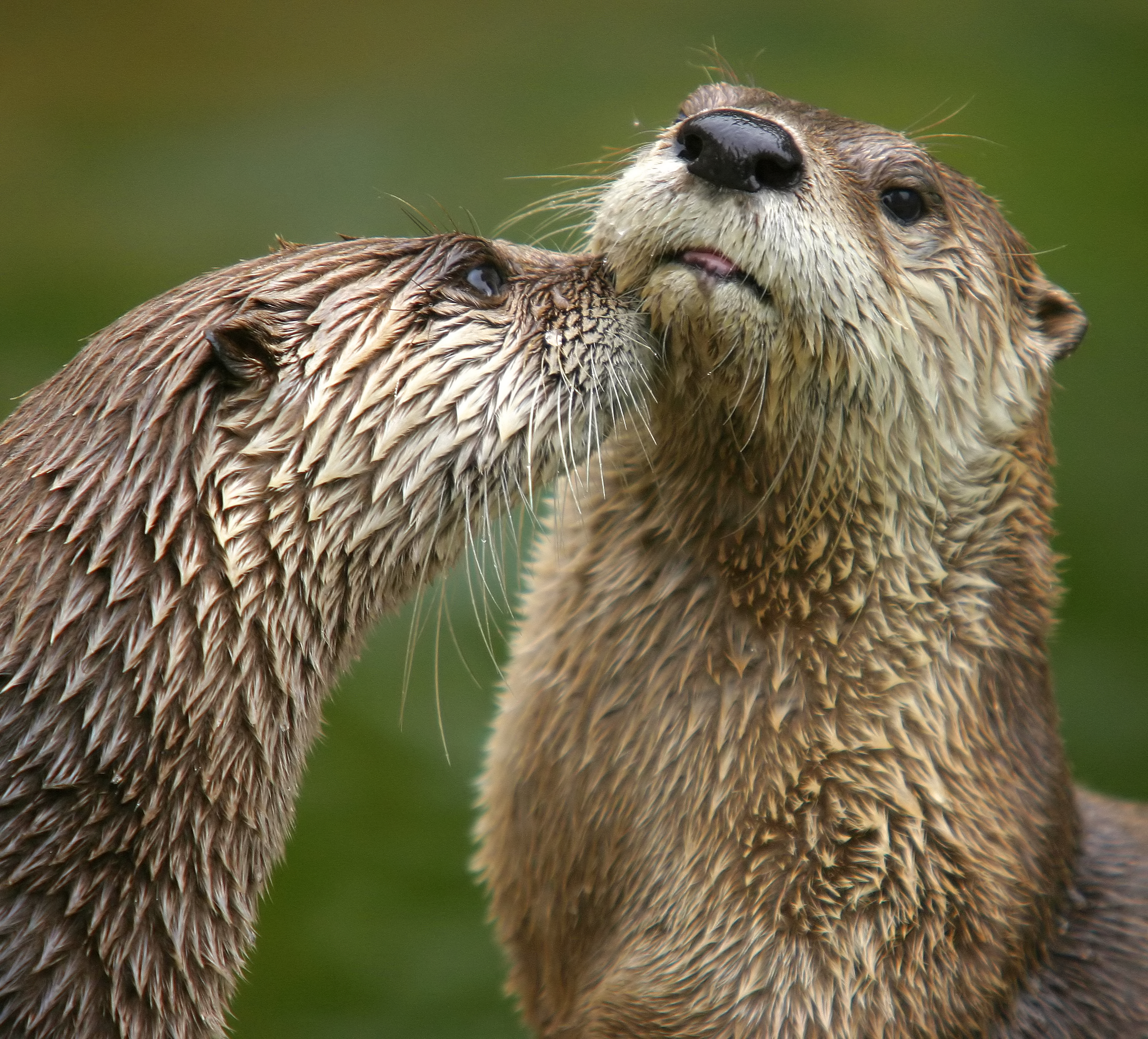
Llúdria
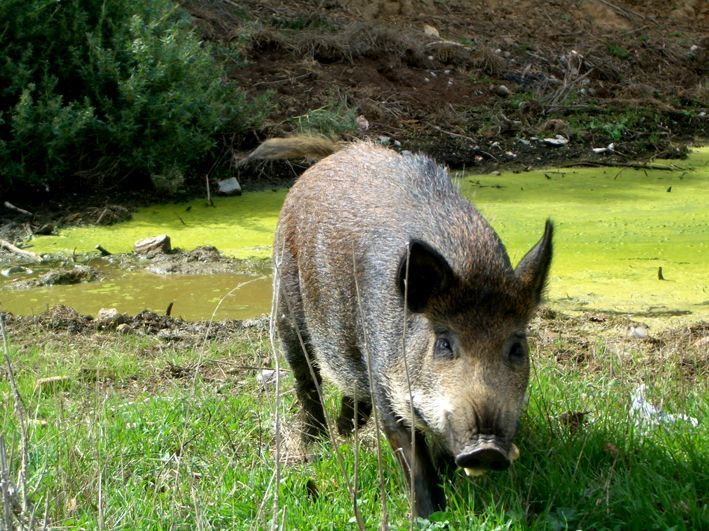
Porc senglar
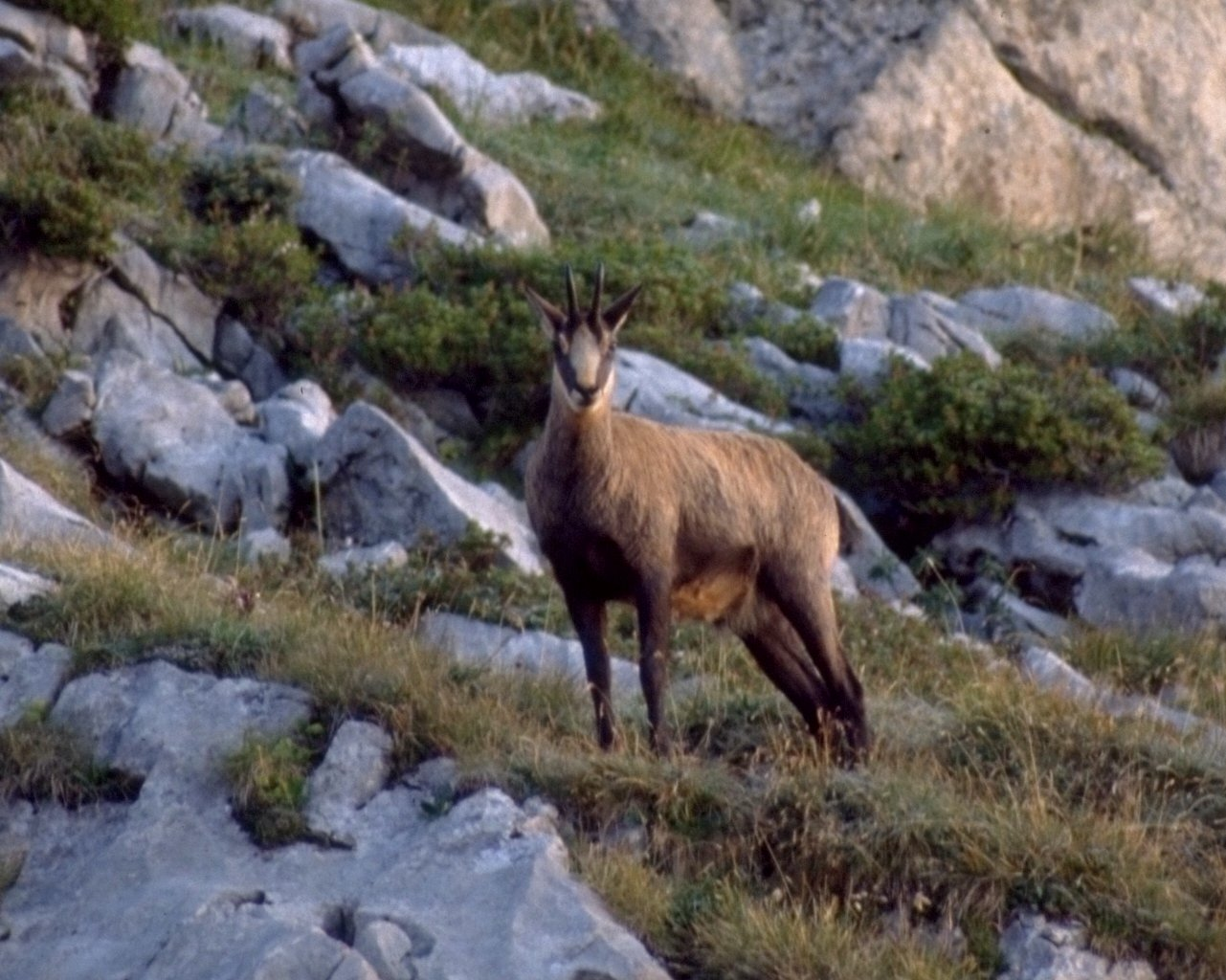
Isard
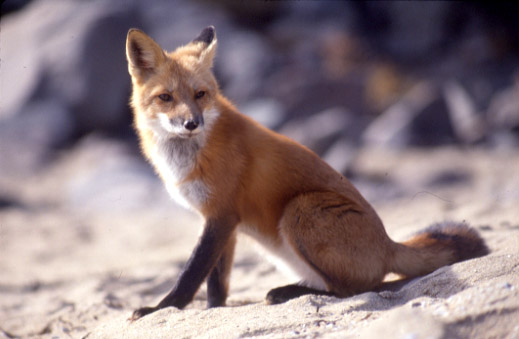
Guineu
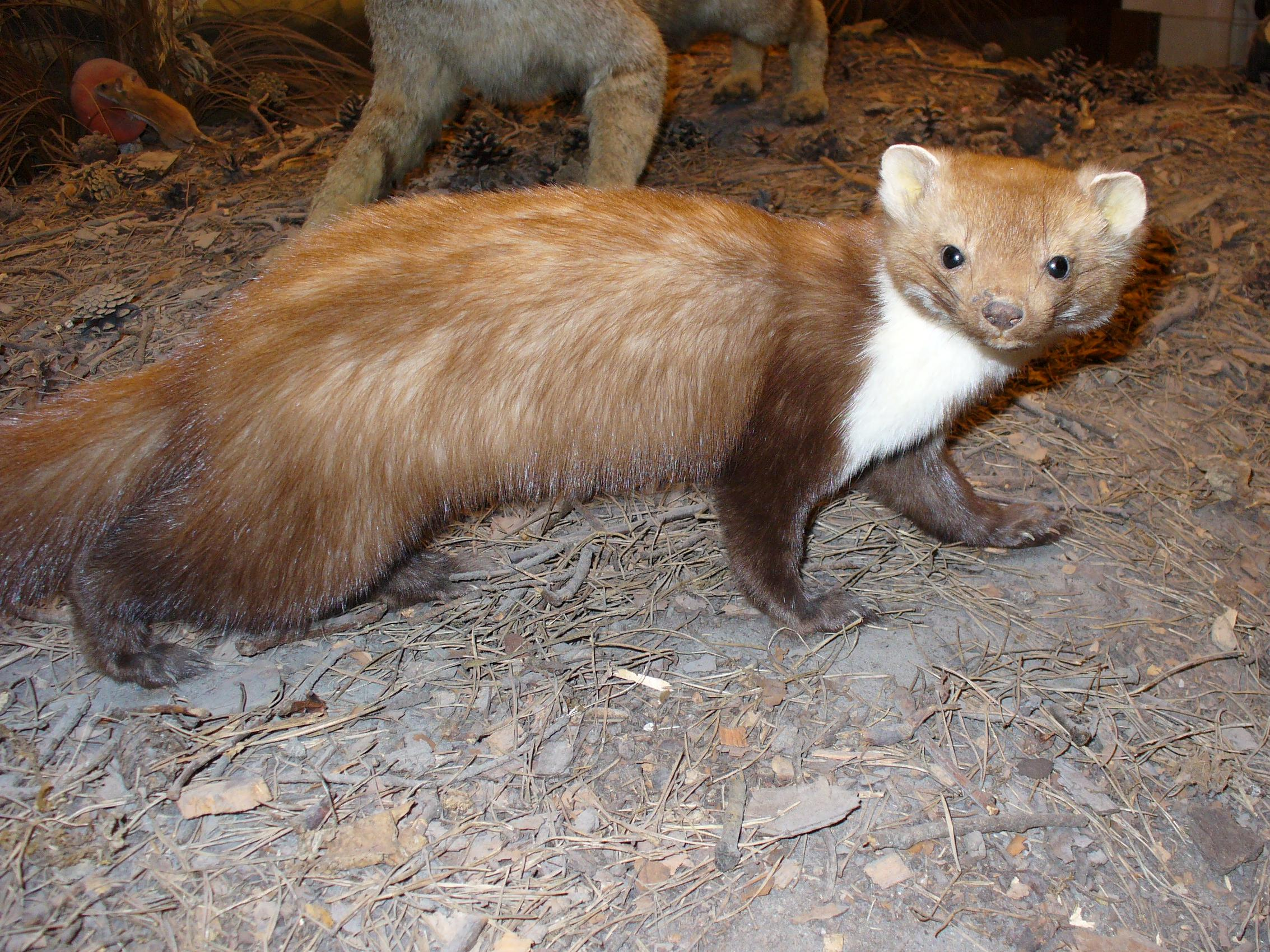
Fagina
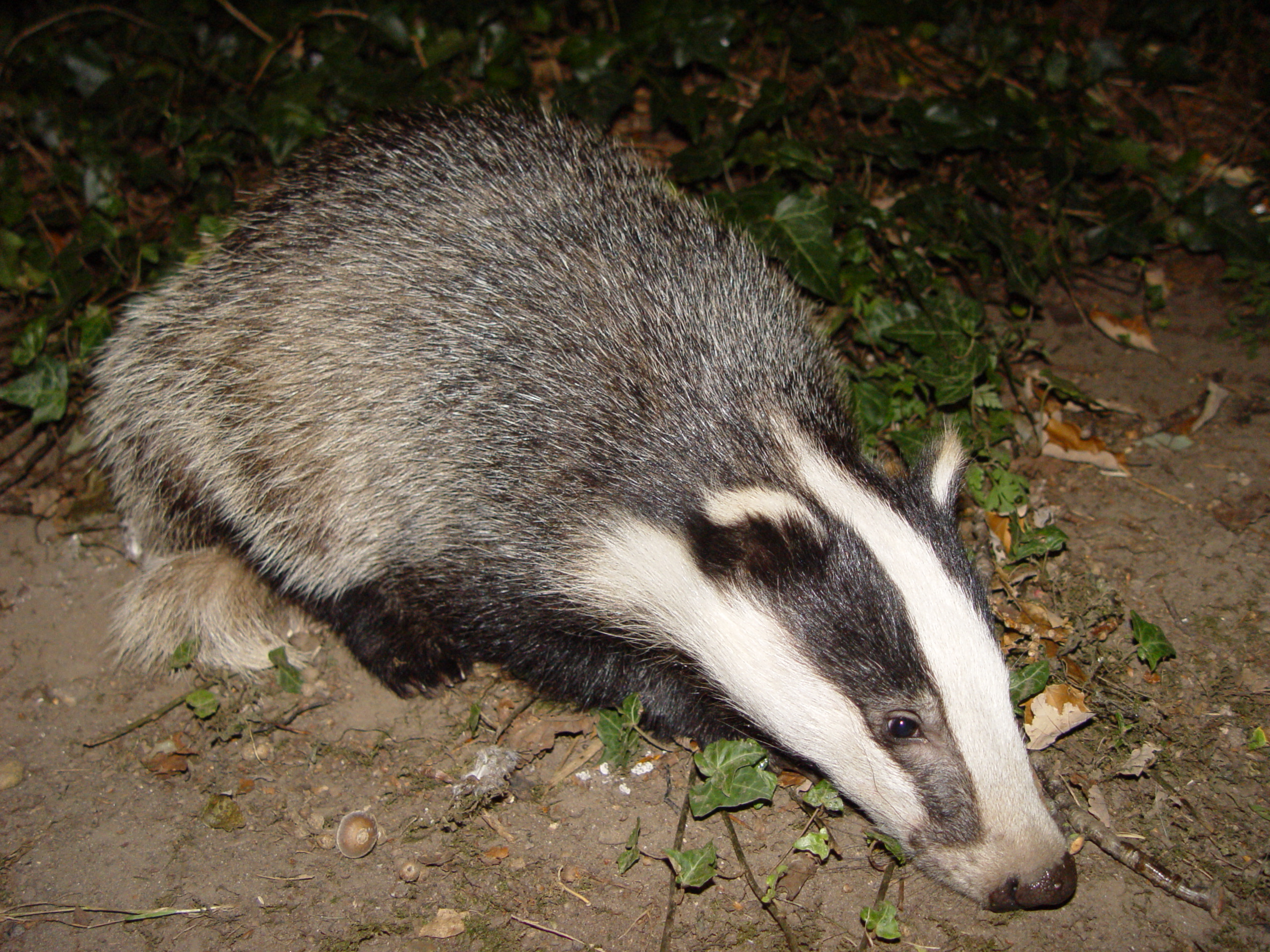
Teixó

Hi habiten unes cent vint espècies d'aus com: l'àguila reial, el falcó pelegrí que està en perill d'extinció, el gall fer (Tetrao urogallus) i l'aufrany.

## Rutes pel parc
Aquestes són algunes de les rutes que es poden fer pel parc.
- Ruta del Cornon
- Ruta de la braña de Mumian
- Ruta de la braña de Saliencia
- Ruta de Castro
- Ruta La Peral - Villar de Vildas
- Ruta del Valle de Pigueña
- Ruta de los Lagos
- Ruta del Valle del Lago
- Ruta del Puerto - Valle del Lago
- Ruta del Valle del Lago - Braña de Sousas

## Edificacions d'especial interès
Un dels emblemes de Somiedo són les cabanes de teito amb coberta vegetal per aixoplugar persones i ramats que es remunten a l'època medieval, en les dinàmiques de competència per les pastures que van fer parcel·lar tots els prats d'alçada de Somiedo. Actualment, el seu estat de conservació és crític, fins al punt que en alguns pobles ja han desaparegut totes aquestes construccions, i els visitants només poden veure les seves ruïnes.

## Centre d'interpretació
El centre d'interpretació i recepció de visitants del Parc Natural de Somiedo és a Pola de Somiedo. L'edifici té una secció on es mostren els diferents aspectes del parc ja sigui la fauna, la flora, el clima, etc. També hi ha una secció especial per l'estudi i informació sobre la joia de Somiedo: os bru cantàbric.